# Tube Mania
 (novembre 2024).
Si vous disposez d'ouvrages ou d'articles de référence ou si vous connaissez des sites web de qualité traitant du thème abordé ici, merci de compléter l'article en donnant les références utiles à sa vérifiabilité et en les liant à la section « Notes et références ».
Tube Mania (Pipe Mania) est un jeu vidéo de puzzle sorti en 2008.
Tube Mania repose sur le même principe que le jeu original Pipe Mania en y incluant de nouveaux modes de jeu, des thèmes originaux, des mécanismes de jeux jamais vus et des pièces exclusives.

## Plates-formes
Tube Mania est disponible sur différentes plates-formes :
- PlayStation 2
- PC
- PlayStation Portable
- Nintendo DS
- Wii
- Xbox Live Arcade